# OCN
OCN（オーシーエヌ、英: Open Computer Network）は、日本最大級のインターネットサービスプロバイダ (ISP) 事業の名称で、個人向けサービスはNTTドコモ、法人向けサービスはNTTドコモビジネス（2025年7月1日にNTTコミュニケーションズより改称）が運営している。

## 概要
NTTドコモの子会社であるNTTドコモビジネス（旧NTTコミュニケーションズ）のグローバル Tier 1 ネットワークをバックボーンに持ち、2025年（令和6年）3月31日現在で会員数679.9万人を抱える日本最大級規模のインターネットサービスプロバイダである。NTTドコモが運営するインターネットサービスプロバイダは他にぷらら（plala）があるが、こちらの会員数は同日現在257.8万人である。OCNとぷららを合わせると会員数は937.7万人にもなる。iモードなど携帯電話向けサービスを除いて日本一の加入者数である。
1996年12月に日本電信電話は、インターネット接続サービスとして最大6 Mbps のOCNエンタープライズ、最大1.5 Mbps のOCNスタンダード、最大128 kbps のOCNエコノミー、それぞれを法人向けに提供開始した。のちに個人向けダイヤルアップ接続サービスのOCNダイヤルアクセスを開始した。1999年に日本電信電話の分割後はNTTコミュニケーションズへ移管され、グループ内の重複事業を整理・再編して、個人向けサービスはNTTコミュニケーションズがグループ他社のプロバイダ事業を順次吸収・統合した。
個人向け接続サービスとしてFTTHやADSL、ISDNフレッツ接続や、移動体通信接続などに対応している。
法人向けはフレッツ接続や広域イーサネット接続やフレームリレー、ATM接続などに対応しており、ハウジングサービス、ホスティングサービス、固定IPアドレスサービス、VPN接続サービス、IP接続サービスなど幅広いインターネットソリューションを手がけている。
2022年6月30日まで個人向け・法人向けともにNTTコミュニケーションズが運営していたが、翌7月1日に個人向けサービスのみ検索ポータルサイト「goo」やECサイト「NTT-X Store」などを運営していたNTTレゾナントへ移管した。
2023年7月1日にはNTTドコモがNTTレゾナントを吸収合併したのに伴い、NTTドコモ（営業本部OCN部）へ再移管された。
2024年7月1日にNTTドコモの組織変更で、営業本部はスマートライフカンパニーと統合してコンシューマサービスカンパニーに改称され、OCN部の名称も消滅した。法人向けサービスは引き続きNTTコミュニケーションズが運営している。
2025年7月1日にNTTコミュニケーションズはNTTドコモビジネスへ社名を変更した。

## 沿革
- 1996年12月 - 分割前の日本電信電話によりインターネットサービスプロバイダ事業開始。
- 1999年
  - 7月1日 - 分割化によりNTTコミュニケーションズに事業を移管。
  - 10月1日 - OCNエコノミーを6,000円値下げし月額32,000円にて提供開始。
- 2000年5月 - 米国Tier1プロバイダVerio社を買収し、OCN/Verioの名称でTier1接続業者となる。
- 2002年10月 - NTT-PCコミュニケーションズが運営するプロバイダ事業『InfoSphere』のうち、個人向けサービスをOCNへ統合。InfoSphereは現在企業向けインターネットソリューション専業となる。
- 2003年1月23日 - NTTデータとNTTドコモから株式を取得し、ドリームネット株式会社を子会社化。
- 2005年7月1日 - ドリームネット（ドリームネット株式会社が運営）をOCNへ統合。
- 2006年9月1日 - 「ぷらら」を運営するぷららネットワークスと、「goo」を運営するNTTレゾナントを子会社化。
- 2007年
  - 2月21日 - 2007年2月19日にインターネット接続サービス契約数が600万契約になったと発表[7]。
  - 9月1日 - NTT西日本-北陸の「Vipalette（ヴィパレット）」、NTT西日本-四国の「QUOLIA（クオリア）」をOCNへ統合。
  - 10月1日 - NTT西日本-九州の「MEGAX（メガクロス）」、NTT西日本-沖縄の「とんとんみ〜」をOCNへ統合。
- 2008年5月 - 会員数が700万人を突破[8]。
- 2010年6月 - 会員数が800万人を突破[9]。
- 2015年
  - 2月5日 - OCN光・OCN ひかり電話の受付・提供を開始[10]。
  - 2月16日 - OCN for ドコモ光の事前受付を開始。
  - 6月1日 - OCN for ドコモ光の提供を開始[11]。
- 2017年7月15日 - OCN光・OCN for ドコモ光ユーザーを対象にOCN IPv6 インターネット接続機能 (IPoE) の提供を開始[12]。
- 2018年6月27日 - 個人向けに高速インターネット接続サービス「OCN v6アルファ」IPoE方式 (IPv4 over IPv6) の提供を開始[13]。
- 2020年6月11日 - OCN光回線サービスでIPoE接続を標準機能として提供開始[14]。
- 2022年
  - 1月1日 - NTTコミュニケーションズがNTTドコモの100%子会社となりドコモグループに。
  - 7月1日 - 個人向けサービスのみ運営をNTTコミュニケーションズからNTTレゾナントへ移管[4][15]。NTTレゾナントがNTTドコモの100%子会社となりドコモグループに。
- 2023年
  - 6月26日 - OCN モバイル ONEの新規受付を終了[16]。
  - 6月30日 - OCN光・OCN for ドコモ光の新規受付を終了（一部代理店は6月27日で新規受付を終了）[16]。
  - 7月1日 - NTTドコモがNTTレゾナントを吸収合併し[5]、OCNサービスは営業本部OCN部に[17]。OCNインターネットと10Gbpsの提供を開始[18]。
  - 7月31日 - OCN ADSL「フレッツ」の新規受付を終了（予定）[19]。

- 2024年
  - 4月1日 - OCN光 with フレッツがフレッツ光クロスに対応し、10Gbpsの提供を開始[20]。
  - 7月1日 - NTTドコモが組織変更を実施し、個人向けOCNサービスが属する営業本部OCN部の名称は消滅した。営業本部はスマートライフカンパニーと統合の上でコンシューマサービスカンパニーに改称、OCN部の名称は消滅した[6]。
- 2025年
  - 7月1日 - NTTコミュニケーションズが社名（NTTドコモビジネス）とコーポレートマークを変更。

## 個人向けサービス
OCNの個人向け接続サービスは、FTTHやADSLのフレッツ常時接続が中心になっているが、ISDN、アナログ回線でのダイアルアップ接続や、FOMAやPHSでのモバイル接続、公衆無線LANでの接続にも対応している。その他にメールのアカウント、ホームページ作成やブログ作成のアカウントも付与される。オプションとして、IP電話、iモードでのWebメールの利用や、ファイルの共有、音楽配信などのサービスを受けることができる。詳細は後述のとおりとなる。

### 光回線 (FTTH) 接続サービス

#### OCNインターネット[21]
NTTドコモが光コラボレーション事業者として提供しているドコモ光対応プロバイダーで、2023年7月1日から提供が開始された。プロバイダー料金はドコモ光の月額料金に含まれNTTドコモが請求する。速度は1Gbpsに加え、OCNとしては初となる10Gbpsも提供している。
OCNインターネットの開始に伴い「OCN for ドコモ光」は6月30日に新規受付を終了し、既存ユーザーにのみ引き続き提供している。「OCN for ドコモ光」との違いは、10 Gbpsも提供、月額料金がドコモ光タイプAのプロバイダーでタイプBよりも220円安価、「OCN光モバイル割」の対象外、である。
1 Gbpsの場合は全国でIPv4 PPPoE、IPv6 PPPoE が利用可能で、 IPv6 IPoEが利用可能となっている。NTT東日本・西日本（以下、NTT東西）および光コラボレーション事業者（NTTドコモ）から提供されるホームゲートウェイ・無線LANルーターや、市販のOCNバーチャルコネクトサービス（IPoE接続）対応のルーターを準備すると、IPv4もIPv6もIPoE方式で利用可能である (IPoE IPv4 over IPv6)。
10 GbpsはPPPoE接続に対応しておらずIPoE接続 (IPoE IPv4 over IPv6) となるため、NTT東西および光コラボレーション事業者のNTTドコモからレンタルが可能なホームゲートウェイ・無線LANルーターか、市販のOCNバーチャルコネクトサービス（IPoE接続）対応のルーターが必要である。

#### OCN 光 with フレッツ[27]
NTT東西が提供するフレッツ光の各サービスのプロバイダーとしてOCNを利用する際の契約形態。各フレッツとはセット申し込みとなり、NTT東西の窓口で申し込む必要がある。従来はOCNの窓口でも申し込み可能であった。NTTファイナンスによる利用料金の一括請求を利用できるが、光回線を提供するNTT東西とインターネット接続を提供するNTTドコモに対して別々に使用料が発生する。ひかり電話やフレッツ・テレビなどのフレッツとともに提供される各種サービスの利用や光もっと2割などの割引サービスの適用が可能。2024年4月1日から10 Gbpsも提供している。
1Gbpsは全国でIPv4 PPPoE、IPv6 PPPoEが利用可能で、 IPv6 IPoEが利用可能となっている。NTT東西から提供されるホームゲートウェイ・無線LANルーターや、市販のOCNバーチャルコネクトサービス（IPoE接続）対応のルーターを準備すると、IPv4もIPv6もIPoE方式で利用可能である (IPoE IPv4 over IPv6)。
フレッツ光とプロバイダーOCNを個別に申し込み利用できるコース『OCN 光 「フレッツ」』があり、既にフレッツ光回線が開通済みでプロバイダーのみを申し込む場合や、他社プロバイダーから乗り換える場合に対応している。
2008年8月1日から一日のアップロード量を30 GBまでに制限していたが、2016年6月1日以降廃止されている。

#### OCN 光 「フレッツ」[30]
NTT東西が提供するフレッツ光の各サービスのプロバイダーとしてOCNを利用する際の契約形態。「OCN 光 with フレッツ」との違いはフレッツ回線とはセット申し込み・一括請求にならない点である。利用料金はフレッツ回線（NTT東西）とプロバイダー（OCN）と別々に支払う必要がある。既にフレッツ光回線が開通済みでプロバイダーのみを申し込む場合や、他社プロバイダーから乗り換える場合、フレッツ回線とプロバイダーの請求を分けたい場合に適したコースである。
全国でIPv4 PPPoE、IPv6 PPPoE が利用できるほか、 IPv6 IPoEが利用可能となっている。またNTT東西から提供されるホームゲートウェイ・無線LANルーターや、市販のOCNバーチャルコネクトサービス（IPoE接続）対応のルーターを準備すると、IPv4もIPv6もIPoE方式で利用することもできる（IPoE IPv4 over IPv6）。
2008年8月1日から一日のアップロード量を30GBまでに制限していたが、2016年6月1日以降廃止されている。

#### OCN 光（2023年6月30日で新規受付終了）[31]
NTTドコモが光コラボレーション(FVNO)事業者として、従来のNTT東西のフレッツの契約が必要であった回線部分も提供するコースで、2015年2月5日から受付・提供を開始した。利用者はNTTドコモとのみ契約することになる。「OCNインターネット」「OCN for ドコモ光」「OCN光 with フレッツ」『OCN 光 「フレッツ」』のいずれとも全く別物の商品である。
2023年6月30日に新規受付を終了し、翌7月1日以降は契約済みのユーザーにのみ引き続きサービスを提供している。契約済みのユーザーに関しては、プラン変更や引っ越し手続き、各種オプションサービスの申し込み・変更が可能である。
物理的な回線やNGN自体はフレッツのものを用いているため、品質はフレッツ光＋OCNの契約の場合と全く変わらない。フレッツ光からOCN光への転用（フレッツ光回線から光コラボレーション回線へ乗り換えることを転用と呼ぶ）により、通信速度が変化することはない。
フレッツ光電話、フレッツ・テレビと同等のサービスを「OCN ひかり電話」、「テレビオプション」として合わせて契約でき、またこれらを契約中のフレッツからの転用時はこれらも同時に転用される。
OCN光単体の契約では「OCN 光 with フレッツ」より割高になるケースがあるが、同社のMVNO、「OCN モバイル ONE」をセットで契約する場合「OCN光モバイル割」が利用できる。
全国でIPv4 PPPoE、IPv6 PPPoE が利用できるほか、 2017年7月25日以降に申し込みされた回線において IPv6 IPoEが利用可能となっている。NTT東西および光コラボレーション事業者のNTTドコモから提供されるホームゲートウェイ・無線LANルーターや、市販のOCNバーチャルコネクトサービス（IPoE接続）対応のルーターを準備すると、IPv4もIPv6もIPoE方式で利用することもできる (IPoE IPv4 over IPv6)。

#### OCN for ドコモ光（2023年6月30日で新規受付終了）[22]
NTTドコモが光コラボレーション事業者として提供しているドコモ光対応プロバイダーで、2015年2月16日から事前受付を開始して6月1日から提供を開始した。プロバイダー利用料金はNTTドコモが請求する。「OCN光モバイル割」が利用可能である。タイプBのプロバイダーで、月額料金がタイプAのプロバイダーよりも220円高い。
2023年6月30日に新規受付を終了し、7月1日以降は契約済みのユーザーにのみ引き続きサービスを提供している。7月1日以降にドコモ光でOCNを申し込む場合は、同日からサービス提供開始となった「OCNインターネット」というコースになり、従来の1Gbps通信に加えてOCNとしては初になる10 Gbps通信も選択可能である。月額料金はタイプAで、タイプBのOCN for ドコモ光より220円安くなった。「OCN光モバイル割」の対象にはならない。
全国でIPv4 PPPoE、IPv6 PPPoE が利用できるほか、 2017年9月1日以降に申し込みされた回線で IPv6 IPoEが利用可能となっている。NTT東西および光コラボレーション事業者のNTTドコモから提供されるホームゲートウェイ・無線LANルーターや、市販のOCNバーチャルコネクトサービス（IPoE接続）対応のルーターを準備すると、IPv4もIPv6もIPoE方式で利用することもできる (IPoE IPv4 over IPv6)。

### OCN ADSL
ADSLを用いた接続サービスである。
NTT東西の「フレッツ・ADSL」（新規受付終了）で利用できる 『OCN ADSL「フレッツ」』とイー・アクセス（旧アッカ・ネットワークス）のADSL回線を利用した「OCN ADSL セット」との2種あったが、「OCN ADSL セット」のサービスは同ADSLサービスの終了に伴い、2017年3月末日を以て終了した。
IP電話OCNドットホンに対応している。

### モバイル接続、ダイアルアップ接続
携帯電話、PHSの接続の他に、公衆無線LAN接続サービスがある。前述のとおり、NTTドコモのほかイーモバイル、ウィルコムからの接続を許容している。
携帯電話・PHS
- NTTドコモ
  - OCN モバイル d
    - Xi
    - FOMA（FOMAハイスピード含）定額接続（定額データプラン）

  - OCN モバイル ONE（旧：OCN モバイルエントリー d）（Xi/FOMA対応）
- ウィルコム
  - OCN モバイルアクセス
    - AIR-EDGE
    - PIAFS
- イーモバイル
  - OCN モバイル エントリー EM（旧：OCN 高速モバイル EM）

公衆無線LAN
- OCNホットスポット（ソフトバンクテレコムのBBモバイルポイントへの接続サービス）
- フレッツ・スポット （NTT東西の公衆無線LANフレッツスポット対応）

OCN ダイヤルアクセス
固定電話からのダイアルアッププランで、電話代込みの「コミ・デ・プラン」電話代別のライトプラン、ナチュラルプラン、その他定額プランがある。

### メール・ホームページ作成・ブログ
メール
- メールグループ作成（OCN同士でメーリングリスト作成が可能）
- メール転送
- iモードからのWebメール利用
- ウィルスチェック、迷惑メール対策
- 独自ドメインメール
- 追加アドレス（有料）

2011年1月25日現在、既読時のメールヘッダーにStatus:ROがつかないため、このヘッダを用いたフィルタリングができなかったり、第三者による盗聴に気付きにくい。

ホームページ作成
10MBまで無料でホームページの開設が可能。ディスク容量追加の場合は有料となる。合わせてブログも無料で作成が可能となる。サービス名はPageOn、既に提供を終了している。

#### ブログ人
OCNブログ人はTypePad ASPを用いたブログサービスの一つであった。
- 2004年3月30日 - サービス開始[34]
- 2005年3月30日 - リニューアルでWYSIWYG編集に対応[35]
- 2005年7月12日、動画投稿のための「FlipClip for OCN」機能が追加される[36]。
- 2009年3月26日 - ココログのブログパーツがブログ人でも利用可能となった[37]。
- 2014年11月30日 - サービス終了[38]。

#### OCNフォトフレンド
OCNフォトフレンドはソーシャル・ネットワーキング・サービス（SNS）の一つであった。2016年3月31日サービス終了。

#### OCNcafe
OCNcafeはソーシャル・ネットワーキング・サービス（SNS）の一つであった。ガイアックス運営。2012年2月29日サービス終了。

### IP電話
OCNドットフォン/OCN ドットフォン300
OCN光やOCN ADSLの利用者が利用できるIP電話サービスである。050の電話番号や通常の番号で利用が可能。パソコンだけでなく、一般電話機からも利用可能となる。OCN同士の通話のほか、無料通話先プロバイダが約280社あり、その他に一般固定電話、国際電話、携帯電話への通話も通常より大幅に安くなる。また、かかってくるほど割引されるといったサービスもある。

050あんしんナンバー for OCN
050のプライベート用電話番号を付与するサービスである。着信専用だが、センターを利用しての発信も可能。

### その他オプション
- ネットニュース（2009年1月サービス提供終了）
- 緊急地震速報 フレッツタイプ
- ローミングサービス
- OCNシアター ビデオ・オン・デマンドサービス（2008年3月ひかりTVへ統合されサービス提供終了）
- OCNのテクニカルサポート 「教えて!OCN」 教えて!gooとはまったく別物である。

## OCNポータルサイト
OCNのポータルはOCN会員向けのサービスとそれ以外の一般ユーザーも利用できるサービスとがある。同じNTTグループのNTTレゾナントが提供しているポータルサイト「goo」のサービスを利用しているものも多い。

### OCNポータルの主なサービス
- Webメール - OCNメールのWebメールを利用することができる。
- 検索 − gooの検索エンジンを利用した検索が可能となる。
- ニュース - gooニュースが利用できる。
- OCNゲーム - 様々なジャンルのゲームをダウンロードし利用できる。オンラインゲーム、無料ゲーム、フラッシュゲームなどがある。
- 教えて!goo - 質問と回答をやり取りするコミュニティサイトである教えて!gooへリンクが張られている。
- 地図 - MapFanのWeb地図を利用できる。
  - OCN路線・時刻表
  - OCN郵便番号
  - OCN住まい・不動産
  - OCNクルマ
  - OCN旅行 -航空券やホテル等の予約
- 動画
- 音楽
- 天気 - ハレックスが提供する天気予報を利用。
- ネット販売、オークション - OCN百貨店というインターネット販売のポータルで、主に楽天市場やAmazon.co.jpを利用している。
- OCN マイポケット - NTTコミュニケーションが提供するファイル管理システムで、写真やファイルをネット上のサーバにアップし、仲間と共有したり、コンビニエンスストアのプリンタでファイルや写真を印刷することができるサービスである[42]。
- スルガ銀行OCN支店 - OCN会員専用のネットバンクとなる。名前のとおりスルガ銀行が運営を行っている。振り込みや口座引落などがネット上で利用することができる。その他に定期預金、ネット決済、投資信託といったサービスがある[43]。

### OCN動画
動画、音楽配信のサービスである。NTTコミュニケーションズから動画や音楽が配信されている。ドラマ、アニメ、映画、Vシネマ、グラビア、スポーツなどの豊富なコンテンツがある。無料のものと、有料のものがある。またストリーミングによって閲覧できるものと、ダウンロードが可能なものがある。音楽配信についてはmusicoやカラオケdamなどの音楽配信サービスとリンクをしている。

### ケータイOCN
iモードなど携帯電話から主に以下のようなポータルサービスを利用することができる。
- OCNメール（Mail ON）
- るす番モニター（自宅のペットの見守り）
- 乗り換え案内、地図
- 音楽配信
- 家族SNS「ファミナビ」
- 電子マネー「ちょコム」
- 入会案内
- サポート情報（メンテナンス情報・接続設定・各種お問い合わせ）

## 企業向けサービス

### 固定IPアドレス
OCNのビジネスプランにおいては固定IPアドレスサービスが用意されており、固定IPアドレスの個数は1, 8, 16, 32, 64から選べる。またダイナミックIPアドレスタイプも用意されている。
接続タイプは「Bフレッツ」「フレッツ光プレミアム」のほかに、メガデータネッツアクセス、STM/ATMメガリンク、といったNTTコミュニケーションズのビジネス用のインフラを使ったものも用意されている。
また、OCNビジネスモバイル（d）といわれる、FOMAハイスピード網を使った、MVNOでの法人向けモバイルアクセスサービスも用意されており、固定IPアドレスを使ったセキュアなリモートアクセスが可能となっている。

### OCNエコノミー
ADSLによる常時接続が広く普及するまで、個人がインターネットへ接続する方法は電話回線（公衆回線）へモデムをつなぐかISDN回線へDSUならびに対応ターミナルアダプタかルータで接続し、ダイヤルアップする方法が一般的であった。常時接続用にデジタル専用線は存在したものの、最低速度の64kbpsでもプロバイダ接続料を含めると10万円を超える月額費用となり、利用者はある規模以上の企業に限られ、個人が気軽に利用するにはハードルが高かった。
当時のNTTがサービス開始したOCNエコノミーは、専用線としてデジタルアクセスを採用しながらも、NTT側のルータを最大24ユーザで共有させることでコストを削減し、月額38,000円で提供することが可能となった。これによって、中小企業やSOHO、一部個人のパワーユーザで導入を開始するところも現れた。
また、ユーザは固定グローバルIPアドレスを最大16個まで取得できたため、自己所有のサーバを使ってオリジナルドメイン名でのwebサイト（ウェブサーバ）やメールサーバなど、各種サーバを開設することが出来た。ただし、NTT側ルータを共有する最大帯域128kbps、ベストエフォート方式での提供であり、回線速度は非保障のサービスである。
その後、同様のベストエフォート方式のADSL、FTTH、CATVインターネット接続サービスなどのブロードバンドサービス普及に伴い、より安価で高速な常時接続サービスが登場したことでユーザが減り、2006年5月をもって新規受付を終了している。ただし法人向けサービス、「ビジネスOCN」のSTMタイプで、ほぼ同等のサービスを現在でも提供している。

#### OCNエコノミーの沿革
- 1996年 - 姉妹商品のOCNスタンダード(1.5Mbps)、OCNエンタープライズ(6Mbps)とあわせた3品目で、全国サービスの提供を開始した。
- 1999年10月01日 - 6,000円値下げ、月額32,000円にて提供。
- 2006年05月26日 - 新規申込受付終了。
- 2007年09月30日 - 変更・移転の受付終了。
- 2008年03月31日 - OCNスタンダード、OCNエンタープライズ、スーパーOCN DSLアクセス、VPNゲートウェイサービス(OCNタイプ)と共にサービス終了。

## 迷惑メール対策
スパムの送信元ISPを調査しその結果を公表するプロジェクトの調査（2004年1月18日）によると、同日に30台の調査用端末が受信した違法広告メール（スパムメール）1万2451通のうち、発信元1位はOCNの4,339通（34.8%）であり、この数値は2位のNTTPCコミュニケーションズ（InfoSphere）の1,299通（10.4%）や、3位のDIONの1,006通（8.1%）を大きく引き離していた。これに伴い迷惑メール対策として、2005年11月18日にはOutbound Port 25 BlockingやSMTP-AUTH、SMTP over TLS、等の対策をうっている。